# Шляхто, Евгений Владимирович
Евгений Владимирович Шляхто (род. 1954) — российский учёный, кардиолог, академик Российской академии наук, генеральный директор Национального медицинского исследовательского центра имени В. А. Алмазова, президент Российского кардиологического общества. Член президиума Российской академии наук.
Главный кардиолог Санкт-Петербурга и Северо-Западного федерального округа и главный внештатный кардиолог по Приволжскому, Северо-Кавказскому, а также Южному федеральному округу.
Заслуженный деятель науки Российской Федерации (2003).

## Биография
Родился 29 июня 1954 года в посёлке Погар Брянской области. В 1977 году окончил Первый Санкт-Петербургский государственный медицинский университет имени академика И. П. Павлова.
В 1985 году защитил кандидатскую диссертацию. В 1992 году получил степень доктора медицинских наук (диссертация «Нейрогенные механизмы патогенеза гипертонической болезни и их участие в гипотензивном действии ряда антигипертензивных препаратов»). В 1994 году было присвоено звание профессора.
С 1994 по 2001 годы занимал должность проректора по научной работе Санкт-Петербургского государственного медицинского университета им. И. П. Павлова. С 1997 года заведует кафедрой факультетской терапии университета.
С 2001 года является главным кардиологом Санкт-Петербурга, а также возглавляет Национальный медицинский исследовательский центр имени В. А. Алмазова. В 2010 году вошёл в состав рабочей группы экспертов ВОЗ.
В 2004 году стал заслуженным деятелем науки РФ. С 2011 года является академиком РАМН (с 2013 года академик РАН) и президентом Российского кардиологического общества.
С 2012 года — главный кардиолог Северо-Западного федерального округа. Член редакционной коллегии журнала "Общественное здоровье".
Член Совета при Президенте РФ по науке и образованию (с 2017).
В 2024 году являлся доверенным лицом кандидата в президенты России Владимира Путина.

## Награды, премии, почётные звания
- 26 декабря 2003 года — Заслуженный деятель науки Российской Федерации — за заслуги в научной деятельности[6]
- В 2009 году — Лауреат премии Правительства Российской Федерации в области науки и техники «за осуществление комплекса работ по созданию и внедрению в Российской Федерации современных методов диагностики, лечения и реабилитации больных хронической сердечной недостаточностью различного генеза»[7]
- В 2011 году — Лауреат Премии Правительства Санкт-Петербурга и Санкт-Петербургского Научного центра РАН за выдающиеся достижения в области науки и техники в номинации «физиология и медицина»
- 28 апреля 2012 года — Орден Почёта — за достигнутые трудовые успехи и многолетнюю добросовестную работу[8]
- В 2013 году — Медаль имени В. И. Бураковского за разработку и внедрение новых медицинских технологий
- В 2014 году — Лауреат Премии Правительства Санкт-Петербурга за выдающиеся достижения в области высшего и среднего профессионального образования
- В 2014 году — Благодарность Законодательного собрания Санкт-Петербурга за выдающиеся личные заслуги в сфере здравоохранения в Санкт-Петербурге
- В 2014 году — Благодарность Губернатора Санкт-Петербурга за многолетний добросовестный труд и большой личный вклад в развитие системы здравоохранения в Санкт-Петербурге
- В 2014 году — Почётная грамота Комитета по здравоохранению за заслуги в развитии здравоохранения Санкт-Петербурга
- В 2014 году — Почётная грамота Комитета по науке и высшей школе за заслуги в развитии научного потенциала Санкт-Петербурга[1]
- В 2015 году — Знак отличия «За заслуги перед Санкт-Петербургом»[1]
- 17 августа 2017 года — Орден «За заслуги перед Отечеством» IV степени — за большой вклад в развитие здравоохранения, медицинской науки и многолетнюю добросовестную работу[9]
- 13 октября 2017 года — Почётная грамота Совета МПА СНГ (Межпарламентская ассамблея СНГ) — за активное участие в деятельности Межпарламентской Ассамблеи и её органов, вклад в укрепление дружбы между народами государств — участников Содружества Независимых Государств[10]
- В 2018 году — «Золотая медаль» Европейского общества кардиологов[11]
- В 2020 году — Почётный гражданин Санкт-Петербурга[12]
- 27 апреля 2023 года — Орден Пирогова — За заслуги в области здравоохранения и многолетнюю добросовестную работу[13]